# Taman Ismail Marzuki

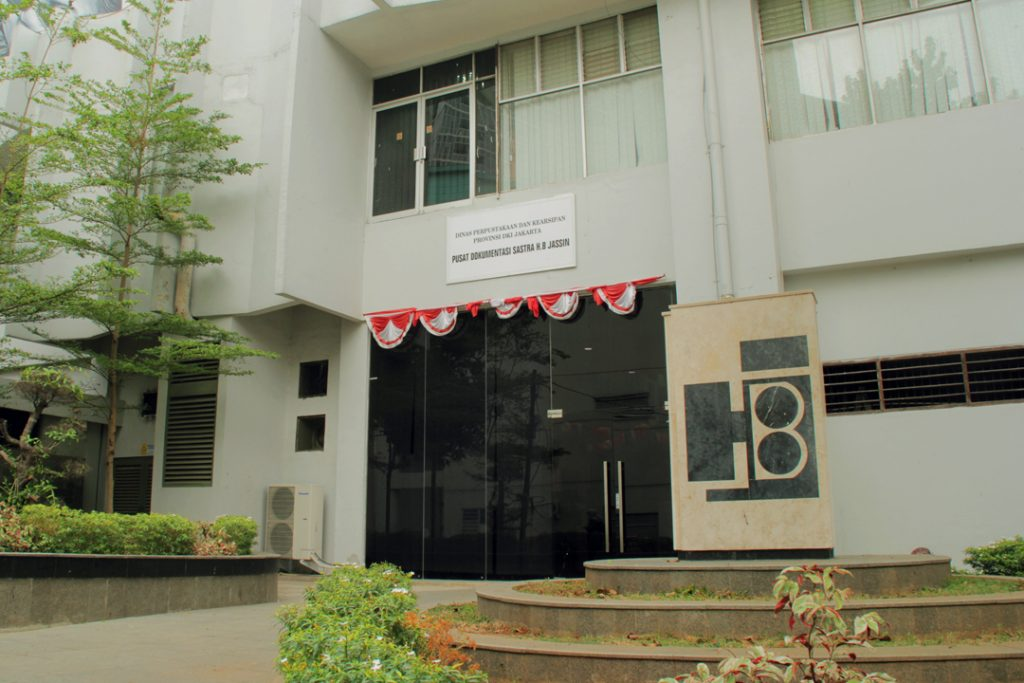
De ingang van het archief in Taman Ismail Marzuki.

Taman Ismail Marzuki in de volksmond TIM, is een centrum voor kunst en cultuur in het centrum van de Indonesische hoofdstad Jakarta. Hier zijn het Jakarta Arts Institute en het Planetarium Jakarta gevestigd. Verder heeft TIM ook zes moderne theaters, expositieruimtes, een archief en een bioscoop.
In het TIM worden kunstzinnige evenementen en culturele voorstellingen opgevoerd, waaronder drama, dans, poppenvoorstellingen (wayang golek), muziek, poëzielezingen, tentoonstellingen van schilderijen en filmvoorstellingen. Verschillende soorten traditionele en hedendaagse kunst, of oorspronkelijke tradities van Indonesië en het buitenland zijn ook te vinden op deze plek.
De naam van het centrum komt van de naam van de beroemde Indonesische schrijver en held Ismail Marzuki.